# Claudi, Luperc i Victori
|  | Per a altres significats, vegeu «Sant Claudi». |

Claudi, Luperc i Victori (Lleó, morts cap al 304) van ser tres soldats de l'exèrcit romà, màrtirs durant les persecucions als cristians i venerats com a sants per l'Església catòlica.

## Llegenda
La tradició els ha considerat fills de sant Marcel el Centurió i diu que van ser martiritzats a Lleó, durant el regnat de Dioclecià. Res més se sap de la seva existència. La seva festivitat litúrgica s'ha fet coincidir amb la de Marcel, el 30 d'octubre.
Sembla que la relació paternofilial d'aquests sants i Marcel és apòcrifa i no s'ajusta a la realitat. És més probable que Claudi, Luperc i Victori fossin soldats d'origen hispànic i que fossin màrtirs a Lleó, la qual cosa explicaria el seu culte arrelat a l'antic Regne de Lleó i territoris propers. La coincidència de les dates al martirologi faria que es creés una llegenda que l'expliqués, i d'aquí que passessin a conventir-se en fills de Marcel.
Una altra llegenda, totalment extemporània, deia que aquest Claudi, fill de Marcel, va fundar un monestir prop de la ciutat de Lléo, que seria el monestir de San Claudio, ja desaparegut.

## Veneració
Les relíquies dels sants van ser traslladades en diverses ocasiona. Ferran I de Castella les va instal·lar a la col·legiata de San Isidoro, a Lleó. El 1173 van portar-se a una església dedicada als tres màrtirs, on van ser fins que va ser enderrocada el 1834. Llavors, van traslladar-se a l'església de San Marcelo, a Lleó, on són actualment.